# It's Dangerous Business Walking out Your Front Door
«It's Dangerous Business Walking out Your Front Door» — другий сингл Underoath з альбому «They're Only Chasing Safety» та третій у загальному доробку. Пісня увійшла до альбому-компіляції «MTV2 Headbangers Ball: The Revenge» під 14 номером першого диску.
У березні 2009 року один з користувачів «Metal-archives» залишив негативний відгук про пісню, вказавши серед основних причин неприйняття пісень про «розрив стосунків», а також погане аранжування пісні. Також був відгук щодо тексту, що на думку дописувача, не викликає нічого, окрім сліз емо-підлітків.

## Відеокліп
На відео учасники гурту грають на фоні засніжених гір. Протягом тривалості відео сніг поступово тане, і музиканти змінюють одяг з курток на футболки.
Відео було показане американськими телеканалами «Fuse» та «MTV2».

## Звучання
Композиція супроводжується різкою зміною інструментів, а також скримінг замінюється чистим вокалом. Під кінець помітна поява хору, що супроводжується важким звучанням.